# Михайлова, Ольга Леонидовна
Ольга Леонидовна Михайлова (род. 17 марта 1989, Ленинград) — российская киноактриса, телеведущая и журналистка.

## Биография
Ольга Михайлова родилась 17 марта 1989 года в Ленинграде. Окончила музыкальную школу по классу фортепиано, а также художественную школу. Выпускница гимназии № 426 с экономическим уклоном.
В 2010 году окончила Балтийский государственный технический университет «Военмех» имени Д. Ф. Устинова по специальности Инженер-программист.
В 2015 году окончила актёрское отделение Театрального института имени Бориса Щукина.
В 2021 году прошла обучение в лектории при Литературно-мемориальном музее Ф. М. Достоевского в Санкт-Петербурге в рамках программы подготовки экскурсоводов-волонтеров «Молодежь-Достоевскому».
Осенью 2021 года в своем микроблоге в Инстаграм сообщила о поступлении в магистратуру Санкт-Петербургского государственного института кино и телевидения по направлению «Управление предприятиями телевизионной индустрии», тема магистерской диссертации: «Совершенствование стратегии развития телеканала на примере государственного новостного телеканала Россия24».

## Фильмография
Снимается в сериалах с 2006 года, дебютная роль в художественном кино — эпизодическая роль в многосерийном х/ф «Подземный переход», 2012 реж. Виктора Мережко.
Наиболее известна благодаря ролям в сериалах «Шеф. Новая жизнь» реж. Олег Ларин и «Меч. Сезон второй» реж. Алексей Луканев.
Фильм-киноальманах реж. Владимира Штерянова «Лабиринты любви» (производство «КАРО», Россия-Болгария) с участием Ольги был показан в сети кинотеатров Синема парк в феврале 2017, также фильм был презентован на кинофестивале Окно в Европу в 2015 году и отмечен специальным призом фестиваля. Большая премьера фильма состоялась в московском Доме Кино в декабре 2015 года, в Болгарии фильм был в прокате в 2016 году.
| Год  |   | Название                            | Роль                               |
| ---- | - | ----------------------------------- | ---------------------------------- |
| 2006 | с | Всегда говори "всегда"-3            | роль: сотрудник офиса              |
| 2006 | с | Опера. Хроники убойного отдела 2    | эпизодическая роль                 |
| 2012 | ф | Подземный переход                   | эпизодическая роль                 |
| 2013 | с | Паутина 7 сезон                     | роль: секретарь Дегтярева          |
| 2013 | ф | Витрина (короткометражный)          | главная роль: Ольга                |
| 2014 | с | Другой майор Соколов                | эпизодическая роль                 |
| 2014 | с | След                                | роль: Варя 1151-я 1313-яТома серии |
| 2014 | с | Осколково 2 сезон (не был завершен) | роль: цветочница                   |
| 2015 | с | Шеф. Новая жизнь                    | роль: Света                        |
| 2015 | ф | Лабиринты любви                     | главная роль новеллы               |
| 2015 | с | Граница времени                     | роль: Машенька                     |
| 2015 | с | Меч (телесериал)                    | роль: Ира                          |
| 2015 | с | Между нами, девочками               | роль: спутница Валерия             |
| 2015 | с | Криминальное наследство             | роль: Карина                       |
| 2016 | с | Вижу - знаю                         | роль: Варвара Свиридова            |
| 2016 | с | Ментовская сага                     | роль: Надя                         |
| 2017 | с | Следствие любви                     | роль: Елена                        |
| 2017 | с | Акватория                           | роль: Варя Цветкова                |
| 2017 | с | Шеф. Игра на повышение              | роль: Света                        |
| 2017 | с | Тайны следствия 17 сезон            | роль: Вера Семенова                |
| 2018 | с | Опасный круиз                       | роль: Кристи                       |
| 2018 | с | Взрыв                               | Катя, невеста Сергея               |
| 2018 | с | Новая жизнь (в пр-ве)               | роль: Настя                        |
| 2018 | с | Улицы разбитых фонарей 16 сезон     | главная роль: Элла Дмитриева       |
| 2018 | ф | Пока бьется сердце                  | главная роль: Маша                 |
| 2019 | с | Безсоновъ                           | роль: Серафима Андреевна Василенко |
| 2019 | с | Радуга жизни                        | главная роль: Наталья Карпова      |
| 2019 | с | Двойное отражение                   | главная роль: Ольга                |
| 2020 | ф | Нужна невеста с проживанием         | главная роль: Наташа Острякова     |
| 2021 | с | Дама с собачкой                     | роль: Ольга                        |
| 2022 | с | Светлана                            | главная роль: Светлана             |
| 2022 | с | Лети, перышко                       | главная роль: Вера                 |

## Телевидение
- 2010 год — ведущая прогноза погоды на Первом интернет-канале, город Санкт-Петербург
- 2010 год — автор и ведущая программы-интервью о творческих людях Петербурга «Online-Гость» в прямом эфире на Первом интернет-канале, город Санкт-Петербург
- 2011 год — соведущая программы Шоу Бинго ТВ на телеканале ТДК и Триколор ТВ
- 2011 год — соведущая программы Спорт Лото 5 из 49 на телеканале ТНТ
- 2016 год — ведущая программы-обзора новинок кино на интернет-канале портала kinoafisha.info
- с 2019 года работает на ВГТРК — является автором сюжетов, интервьюером и ведущей информационных программ на федеральном новостном канале Россия-24

### Участие в теле- и радиошоу
- июнь 2011 — участие в 4х часовом линейном эфире в качестве приглашенного гостя в утреннем шоу Сергея Стиллавина на радиостанции Маяк, ВГТРК
- июль 2011 — участие в программе «Профилактика» в качестве приглашенного гостя на канале Россия-1, ВГТРК

## Фото и видео реклама
- 2009 — лицо осенней коллекции сети магазинов одежды «Ромашка»
- 2010 — лицо рекламной кампании ювелирной сети ОАО «Ювелирторг»
- 2012 — лицо рекламной кампании ювелирной сети «Русские самоцветы»
- 2016—2017 — лицо рекламной кампании косметической марки «Чистая линия»
- 2021—2022 — лицо рекламной кампании премиальной линии биологически активных добавок «Elance»

А также участие в других рекламах: карта рассрочки «Совесть», «Майский чай», «Аладушкин», «Промсвязьбанк», «Россельхозбанк», банк «Открытие», рыба «Norge», «Fix Price», «Arttatoo», одежда «Remix line», косметическая марка «Bremani» и др.

## Музыкальные клипы
С 2014 года активно снимается в музыкальных клипах:
- 2012 — Александр Орельский «Моя Марго», роль — героиня клипа
- 2014 — Александр Дадали «Исповедь отца» — реж. Егор Воронин, роль — героиня клипа
- 2014 — Роман Левобережный «Секрет» — реж. Александр Реуцкий, — роль — героиня клипа
- 2016 — группа Исток (Украина) «Тантра» — реж. Инна Лондон, роль — героиня клипа
- 2016 — Татьяна Буланова «Не бойтесь любви» — реж. Олег Гусев, роль — невеста
- 2017 — Иван Купер «Помнишь/What about» — реж. Вадим Михайлов, роль — героиня клипа

## Общественная деятельность
- июль 2021 и июль 2022 — участие в ежегодном литературном празднике «День Достоевского» в качестве экскурсовода-волонтера на пешеходной экскурсии «Петербург в романе Идиот»